# DCeased
DCeased è una miniserie a fumetti di 6 numeri pubblicata dalla DC Comics dal maggio all’ottobre 2019. Fu creata dallo scrittore Tom Taylor e da una squadra di artisti che incluse l’illustratore Trevor Hairsine e l’inchiostratore Stefano Guardiano. La storia ha luogo in una Terra alternativa, dove una versione corrotta dell’Equazione Anti-Vita  ha infettato la maggior parte degli abitanti del pianeta con un virus di tipo zombie. Lois Lane funge da narratore della storia, dettagliando come gli eventi ebbero luogo nel giro di poche settimane.
Questa serie fu seguita da diversi sequel e spin-off ognuno narrato da un personaggio diverso.

## Storia di pubblicazione
Numero di grande effetto, il primo di questi fu pubblicato nel maggio 2019, e arrivò subito al primo posto nelle vendite di fumetti di quel periodo. Anche il secondo numero è partito bene, iniziando da giugno al secondo posto con una vendita di 152.407 copie. Le vendite sono leggermente scese nel mese di luglio con il n. 3 con una distribuzione di 130.072 copie, terminando con un brusco calo con il quarto numero ad agosto con una vendita di appena 120.000 copie.

### Serie collegate

#### Spin-off
- DCeased: A Good Day to Die n. 1 (2019)
- DCeased: Unkillables dal n. 1 al n. 3 (2019)
- DCeased: Hope at World’s End dal n. 1 al n. 15 (2020)

#### Sequel
- DCeased: Dead Planet dal n. 1 al n. 7 (2020-2021)
- DCeased: War of the Undead Gods dal n. 1 al n. 8 (2022-2023)

## Trama

### DCeased
Durante un combattimento contro la Justice League, Darkseid rapì Cyborg e cercò di estrapolare l’Equazione Anti-Vita dal suo corpo. Durante questa estrazione, l’Equazione fu corrotta e divenne un virus tecno-organico che trasformò tutti gli infettati in mostri simili agli zombie noti come gli Anti-Vivi. Il virus infettò anche Darkseid che, una volta mutato, si gettò nel nucleo di Apokolips distruggendolo. Desaad riportò Cyborg sulla Terra, dove il virus si diffuse attraverso internet, infettando così centinaia di migliaia di persone istantaneamente. Superman volò al suo appartamento e salvò sua moglie Lois Lane, suo figlio Jon Kent e Damian Wayne dall’essere infettati. Nella sua Batcaverna, Batman osservò il caos consumare Gotham attraverso il suo sistema analogico di backup. Il Batcomputer lo informò che 600 milioni di persone furono infettate, e che sarebbero stati sufficienti pochi giorni al virus per infettare ogni dispositivo connesso a internet. Dopo aver scoperto che il Castello dei Wayne era ancora collegato a internet, Batman attivò un impulso elettromagnetico di emergenza prima di localizzare Alfred, Nightwing e Tim Drake, scoprendo poi che questi ultimi due erano rimasti infettati. Batman riuscì a trattenere i suoi pupilli sufficientemente a lungo da permettere ad Alfred di scappare, rimando però infettato durante il combattimento.
Da un'altra parte, Aquaman fu sopraffatto da una moltitudine di infetti e sia il Joker che Lanterna Verde rimasero infettati guardando schermi corrotti. Furono poi uccisi rispettivamente da Harley Quinn e Black Canary, e quest’ultima ricevette l’anello del potere di Hal Jordan, divenendo così Green Canary. Intanto a Metropolis, Superman portò Lois, Superboy e Robin sul tetto del Daily Planet e li informò che tutti quelli presenti nell’edificio erano infetti. In mezzo a tutto questo, Batman alla fine si trasformò del tutto e fu ucciso da Alfred.
Alfred partì con il Batplano alla volta di Metropolis, dove Superman rese sicuro l’intero Daily Planet rimuovendo gli infetti dall’edificio e bloccando le uscite. Si diresse quindi a Smallville, dove scoprì che suo padre, Jonathan Kent, era rimasto infettato e rinchiuso nella cantina della sua fattoria. Nel frattempo, Mera stava addestrando Garth quando il ragazzo respirando acqua marina infettata dal sangue delle guardie atlantidee, si trasformò costringendo la regina a fuggire.
In un laboratorio del Progetto Cadmus  sotto Washington D.C., Amanda Waller e Capitan Atomo aspettavano il ritorno di Atomo, entrato nel corpo di un anti-vivo per trovare una cura. Tuttavia, scoprirono che il Professor Palmer era rimasto infettato e entrò nel corpo di Capitan Atomo con l’obiettivo di infettare il suo cuore. Intanto, Lois Lane trasmise un messaggio ai sopravvissuti per fare sì che si radunassero tutti a Metropolis, mentre Superman e Green Canary si diressero a Keystone City per localizzare Flash e Kid Flash.
A Gotham City, Harley Quinn fu salvata da Poison Ivy, che uccise le Birds of Prey ormai infette. A Metropolis, una Giganta infetta attaccò il Daily Planet prima di essere uccisa da Cyborg. In quel momento giunse Hawkgirl, ferita, che informò che Capitan Atomo stava per esplodere a Washington D.C. Superman e Wonder Woman lo trasportarono volando nell’alta atmosfera così da farlo esplodere in sicurezza, ma la detonazione si portò via Washington D. C. e molte altre grandi città.
Sia Superman che Wonder Woman sopravvissero all’esplosione, e scoprirono che Green Canary era riuscita a salvare il gruppo al Daily Planet grazie a una bolla di protezione di energia verde. Lex Luthor, rattristato dalla distruzione di Metropolis, arrivò e si offrì di unire le sue forze a quelle di Superman. Nel corso delle settimane seguenti gli eroi disabilitarono internet e fermarono la diffusione dell’Equazione corrotta. Superman permise di trasformare la sua Fortezza della solitudine in un laboratorio e nuova sala della JLA. Wonder Woman riuscì a convincere sua madre a dare asilo ai sopravvissuti su Themyscira. Intanto, Damian (ora nuovo Batman), Freccia Verde e Green Canary si incontrarono con Poison Ivy perché costruisse un santuario a Gotham, mentre Cyborg e Luthor lavorarono insieme alla progettazione e costruzione di arche spaziali per lasciare la Terra. Tuttavia, un Martian Manhunter infetto attaccò la Fortezza, uccise Luthor e infettò Flash prima di venire ucciso da Firestorm. Superman riuscì a fermare Flash disintegrandolo volandogli addosso, ma rimase infettato nello scontro.
Mentre un Superman infetto cominciava il suo attacco a New York, Cyborg dichiarò che dovevano subito evacuare la Terra, ma Lois spiegò che Superman si sarebbe subito accorto delle arche e le avrebbe distrutte, per cui ci si doveva occupare prima di lui. Damian rivelò di avere con sé una scheggia di kryptonite, che diede a Cyborg. Wonder Woman affermò che non sarebbe bastata a fermare Superman: forgiò così una spada fatta di kryptonite e magia per fermare Superman, ma fallì nel suo attacco e rimase infettata.
Su una delle arche in fuga, Superboy chiese a Batman di prendersi cura di sua madre prima di scendere a confrontarsi con Superman per dare alle arche un po' di tempo per fuggire. Il Corpo delle Lanterne Verdi e i Guardiani dell'Universo arrivarono per aiutarlo a fermare Superman. L’ex eroe capendo di non poter affrontare tutti da solo si ritirò nel Sole con l’intenzione di assorbirne l’energia. Ganthet affermò che il Corpo non poteva seguirlo nel Sole, così scortò i sopravvissuti verso un nuovo mondo su cui poter farli insediare.
Sulla Terra, Cyborg interrogò Wonder Woman con il Lazo della Verità per scoprire se ci fosse una cura, scoprendo così che il virus era senziente e controllava la mente degli infetti come un alveare, e che la cura era dentro di lui. Wonder Woman lo decapitò poco prima che potesse inviare questo messaggio alle arche in fuga.

### Spin-Off

#### Un Buon Giorno Per Morire
Mister Miracle e Big Barda andarono a indagare sulla distruzione di Apokolips prima di tornare sulla Terra. Intanto, Mr. Terrific esaminò un Capitan Boomerang infetto e capì che necessitava di rintracciare l’origine del virus. Viaggiò quindi fino a casa Mr. Miracle e di Barda per cercare il loro aiuto per andare su Apokolips solo per scoprire poi che era andato distrutto. Cercando un'altra soluzione, Terrific, Miracle e Barda rintracciarono Blue Beetle e Booster Gold perché li trasportassero in Inghilterra per salvare John Constantine da una folla di infetti a Liverpool.
Svanite le opzioni magiche e tecnologiche, Mr. Terrific teorizzò che la sola speranza per l’umanità era che Booster utilizzasse la sua macchina del tempo. Viaggiando verso Malibù, furono attaccati dalle infette Fire e Ice, che sembrarono uccidere Miracle e infettare Barda. Booster e Beetle localizzarono la macchina del tempo, ma Waverider comparve e li fermò prima che la usassero. In mezzo a tutto questo, una Barda infetta uccise Terrific, infettò Blue Beetle e Booster Gold svanì dall’esistenza a causa dell’alterazione della linea temporale. Constantine quindi cercò di sacrificarsi per fermare Waverider prima di essere salvato dal Dottor Fate e Zatanna.

#### Duri a Morire
Deathstroke si scontrò con dei neo-nazisti infetti rimanendo anche lui infettato, ma il suo fattore di guarigione si sbarazzò del virus e lo fece tornare alla normalità. Andò in cerca di sua figlia Rose Wilson e incontrò Mirror Master e Vandal Savage, che facevano parte di un gruppo formato da Savage composto da Deadshot, Bane, Lady Shiva, Cheetah, Capitan Cold, Solomon Grundy e Creeper sull’isola della piramide di Ball.
Jason Todd andò alla batcaverna, scoprì i corpi di Batman, Nightwing e Robin e li seppellì prima di salire con Asso nella Batmobile. Salvò quindi il Commissario Gordon e Cassandra Cain da un’orda di infetti, e informò il Commissario delle identità civili dei membri della Bat-famiglia e delle loro morti, inclusa sua figlia, Barbara. Il trio arrivò quindi all’orfanotrofio di Blüdhaven, ormai abitato dai soli bambini.
Sull’isola, Savage tentò di vivisezionare Deathstroke e Creeper per scoprire cosa li rendesse immuni al virus corrotto e creare quindi un vaccino, ma furono attaccati tutti da Wonder Woman. I sopravvissuti fuggirono nell’orfanotrofio grazie a Mirror Master, che rimase infettato poco prima di tornare a prendere Capitan Cold, rimasto indietro a contenere Wonder Woman per permettere agli altri di scappare.
Deathstroke e Jason si accorsero che gli Anti-vivi si erano accumulati intorno alla recinzione esterna dell’orfanotrofio e si prepararono ad affrontarli, addestrando i bambini perché potessero aiutarli. In mezzo al combattimento, Bane rimase infettato da Mirror Master, quindi distrusse le mura dell’orfanotrofio permettendo agli Anti-vivi di entrare. Deadshot si sacrificò per salvare uno dei bambini, Zaid.
I sopravvissuti si raggrupparono e viaggiarono fino a Gotham per avere protezione da Poison Ivy. Nel frattempo, Wonder Woman uccise Cheetah, Creeper, Grundy e Deathstroke. Mary Marvel si rivelò in mezzo agli orfani durante l’attacco, salvando gli orfani e portando i restanti sopravvissuti al santuario, dove furono accolti da Ivy, Harley Quinn, Dottor Fate, John Constantine e Zatanna. Fate spiegò che erano veramente al sicuro in quanto il santuario era protetto anche all’esterno da una difesa magica e che quindi gli Anti-vivi non potevano infrangerla.

#### Speranza alla fine del mondo
Speranza alla fine del mondo è una serie antologica collegata vagamente a DCeased, e presenta le storie di vari eroi: Jimmy Olsen salvò le vite di alcuni dei suoi colleghi durante l’inizio del diffondersi del virus e documentò le azioni degli eroi nel corso dell’evento. Un salto temporale preannunciò l’arrivo di un’armata di Anti-vivi.
In Kahndaq, Black Adam riuscì a fermare la prima ondata di infetti uccidendo gli Anti-vivi prima di rimanere infettato lui stesso.
A Keystone City, Wally West, Max Mercury, Impulso e Jesse Quick riuscirono a fare evacuare I residenti non-infetti su una Terra alternativa. Anche se ebbero successo però, Max Mercury rimase infettato. Prima di trasformarsi, Wally corse con lui così da farlo fondere con la Forza della velocità.
Bobo, il Detective Chimp, Asso e Krypto si allearono per salvare una ragazza dall’orfanotrofio di Blüdhaven e la portarono al rifugio di Poison Ivy.
L’armata di Anti-vivi arrivata a Kahndaq viaggiò dalla terra d’ombra fino alla zona sicura di Gotham grazie ai poteri di uno dei suoi membri. A Gotham, Lex Luthor riuscì a trovare il modo di intrappolare questa armata nel reame ombroso, mentre gli altri eroi cercavano di tenere testa a Black Adam. Alla fine, Superman recise le corde vocali di Adam così da prevenire che riottenesse i suoi poteri.

## Sequel

### Pianeta morto
Ambientato cinque anni dopo la serie principale, Pianeta morto seguì il rientro della Nuova Justice League sulla Terra, ora governata dagli Anti-vivi, alla ricerca di Cyborg, che sopravvissuto alla decapitazione da parte di Wonder Woman inviò un segnale di soccorso. Appena gli eroi atterrarono sulla Terra furono subito attaccati da Wonder Woman che riuscì a infettare Freccia Verde. Informato da Cyborg che una cura al virus era nascosta dentro al suo corpo, Jon si precipitò a fermare Green Canary dall’uccidere Wonder Woman, arrivando però troppo tardi e rimanendo ferito dalla spada di kryptonite.
Mentre proteggeva Chicago, Roy Harper fu ucciso da Beatriz da Costa, mentre un gruppo di civili che stava cercando di proteggere fu salvato dagli Shadowpact. Wonder Girl trasportò Jon d’urgenza al rifugio di Poison Ivy perché ricevesse cure mediche e qui si riunì ai sopravvissuti, inclusi Mary Marvel, Dottor Fate e Cassandra Cain. Intanto, comparve Swamp Thing e convinse gli Shadowpact a seguirlo fino in Australia dopo aver rivelato loro un disturbo nel Verde e averli informati della presenza di un bunker di sopravvissuti umani residente proprio lì. Appena arrivati al bunker, gli Shadowpact furono attaccati da un Plastic Man anti-vivo che uccise Ragman.
Blue Devil si sacrificò per salvare Zatanna, e Swamp Thing protesse il gruppo abbastanza a lungo da permettere a Zatanna di fermare Plastic Man. Dentro il bunker, gli Shadowpact furono attaccati dal Pinguino, Maxwell Lord e dal Professor Ivo. Jason Blood informò Constantine che Trigon stava giungendo sulla Terra per distruggerla in quanto l’Anti-vita non lasciava morire le persone. Swamp Thing si arrabbiò quando scoprì che i criminali stavano torturando l’Uomo Floronico e costringendolo a creare il cibo per loro, ma sia lui che gli Shadowpact furono costretti ad andarsene quando il Pinguino rivelò il suo piano di usare un esercito di Amazo per impadronirsi della Terra. Nel frattempo, Constantine fece visita a Mister Miracle per avere in prestito una scatola madre così da usarla per estrarre la cura dal corpo di Cyborg.
Miracle e un gruppo di eroi viaggiarono fino a Nuova Genesi per avere accesso alla sedia di Mobius di Metron, credendo che la conoscenza che si trova al suo interno avrebbe permesso a Cyborg di avere accesso alla cura. Jon scoprì che Green Canary era volata via con l’infetto Freccia Verde e la convinse ad aiutarli. Il gruppo fece un patto con Metron, dandogli accesso alla palla di cristallo di Madame Xanadu in cambio del permesso a Cyborg di utilizzare la sua sedia. Qui, Cyborg scoprì che la ricodificazione del suo sangue avrebbe prodotto la cura, e fecero ritorno tutti sulla Terra proprio nel momento in cui il Darkseid infetto fece ritorno e attaccò i Nuovi Dei.
Etrigan avvertì che Trigon sarebbe giunto entro tre giorni, così Constantine, Cappuccio Rosso, Damian, Ravager, Cassandra Cain e Swamp Thing viaggiarono fino a Nanda Parbat per ritrovare la Lancia del Destino e Deadman. Quindi si diressero alla Roccia dell'Eternità, dove un Capitan Marvel Jr. infetto attaccò e uccise Cappuccio Rosso prima di venire ucciso da Cassandra con il bastone del Mago Shazam.
Swamp Thing collegò Damian, Poison Ivy, Harley Quinn, Wally West, il Detective Chimp, Mary Marvel e Cyborg al Verde per creare la cura, e Big Barda fu la prima a essere curata. Zatanna e lo Straniero Fantasma si confrontarono con Constantine per le sue azioni, e dopo aver ricevuto un altro messaggio da Etrigan, Constantine disse a tutti che i criminali stavano per scatenare l’esercito di Amazo per distruggere gli Anti-vivi. Usando la sua super velocità, Wally produsse cura in massa e lavorò con Jon per distrubuirla a quante più persone possibili.
Constantine affrontò il Dottor Fate e prese il suo elmetto, combinandolo con la Lancia del Destino, il mantello di Ragman, la palla di cristallo di Madame Xanadu, e il bastone del Mago Shazam per divenire così l’entità magica più potente della Terra. Utilizzò il mantello per assorbire le anime del Pinguino, di Maxwell Lord e di altri dal bunker così che Damin e Jon potessero entrare e disabilitare l’armata di Amazo. Constantine arrivò a Parigi per battersi contro Trigon al fianco di Zatanna e dello Staniero Fanstasma. Jon giunse in tempo e riuscì a distrarlo abbastanza a lungo da permettere a Constantine di controllare la mente di Trigon e costringerlo a uccidersi con la Lancia del Destino. Lo spirito di John Constantine disse addio a Zatanna, accettando che le sue azioni avevano anche distrutto la sua anima. Con Trigon sconfitto e l’esercito di Amazo disabilitati, gli eroi celebrarono la cura del mondo, Jon si riunì a suo nonno e Green Canary al suo Freccia Verde.

### Guerra agli Dei Non-Morti
Dopo che Brainiac ebbe distrutto Krypton, Supergirl fu inviata a vivere su Nuova Genesi. Appena arrivata, però, si ritrovò a combattere contro un’armata di Nuovi Dei infettati. Sulla Terra, Jon, Cyborg, Wonder Girl, Green Canary, Mary Marvel e Cassandra Cain viaggiarono fino al sole per combattere contro Superman e somministrargli la cura. Su Terra-2, Lois Lane inviò John Stewart e Guy Gardner a investigare sul perché i pianeti vicini non rispondevano alle loro richieste di comunicazione, e in quel momento, Jon e Damian ritornarono attraverso un boomdotto con Superman e Jonathan Kent ormai curati. La Super famiglia si riunì in lacrime di gioia mentre Damian si diresse a dare ad Alfred la notizia che gli Anti-vivi potevano essere curati, significando che Alfred uccise Bruce, Dick e Tim inutilmente. Big Barda e Mister Miracle se ne andarono da Nuova Genesi per riunirsi con loro figlio, Jacob. Il giorno seguente, le sonde di Brainiac si avvicinarono a Terra-2 ma furono fermate da Superman, Jon e Jessica Cruz. I due Supermen entrarono nella nave e trovarono Brainiac a pezzi, che li avvisò che i Nuovi Dei infetti stavano arrivando.
Big Barda e Mister Miracle giunsero su Nuova Genesi solo per scoprire che Darkseid l’aveva distrutta. Barda era in procinto di entrare in un boomdotto corrotto quando fu fermata da Black Racer, che rivelò loro che tutte le Scatole Madri erano state corrotte dall’Anti-vita, e quindi solo gli Anti-vivi erano in grado di utilizzarle. Darkseid e la sua armata di Nuovi Dei Anti-vivi assediarono il pianeta natale di Sinestro, Korugar. Nonostante le precauzioni tirate in ballo da Guy Gardner, Superman e Lois decisero di lavorare con Brainiac per fermare i Nuovi Dei. Le Lanterne Gialle fecero fuoco contro Korugar ma furono intercettate da Soranik Natu e suo marito, Kyle Rayner. Sinestro cercò di spiegare a Soranik che stavano cercando di salvare il pianeta, ma furono attaccati da una Supergirl infettata, che ferì Kyle e infettò Mondo Guerra con il virus dell’Anti-vita. Quindi arrivò Darkseid, decapitò Sinestro e acquisì il suo anello divenendo una Lanterna Gialla mentre Kyle e Soranik fuggirono per avvertire i Guardiani dell'Universo perché radunassero tutte le Lanterne Verdi. Adam Strange, strappato alla guerra Rann-Thanagar, giunse sulla Terra due mesi prima che la cura fosse trovata e fu infettato da Wonder Woman. Quando fece ritorno a casa, uccise la propria famiglia e infettò l’esercito Thanagariano, ottenendo così l’attenzione di Lobo, che uccise un plotone di soldati. Durante il funerale di Wonder Woman, arrivò Ares e avvertì gli eroi che gli Anti-vivi avrebbero distrutto l’universo.
Alfred, ora in una relazione con la Dottoressa Thompkins, viveva con i sensi di colpa e pregò Damian di lasciarlo partecipare alla guerra contro gli Anti-vivi. Su Almerac, Maxima ordinò alla sua gente di evacuare il loro pianeta natale mentre lei sarebbe rimasta a difenderli dagli Anti-vivi. Manipolato da Ares, il Corpo delle Lanterne Verdi combatté contro gli eroi dopo che i Guardiani annunciarono che la miglior linea d’azione era di distruggere gli infettati piuttosto che curarli. A quel punto, comparve Mister Mxyzptlk che si unì a Superman e alle Lanterne, rimase infettato e uccise John Stewart e Kilowog per poi distruggere la Batteria del Potere Centrale. Nonostante gli altri esserci cosmici decisero di sacrificare questo universo per spostarsi su un altro, lo Spettro si rifiutò, riparò la Batteria del Potere e si batté contro Mister Mxyzptlk. Superman e lo Spettro riuscirono a sconfiggere l’omino della quinta dimensione, ma durante il combattimento uccisero l’ospite umano dello Spettro, Jim Corrigan. In quel momento, Alfred divenne il nuovo ospite dello Spettro e uccise l’Altopadre, Damian rimase infettato e chiese a Alfred di salvare tutti e Mister Miracle rimase infettato da suo figlio Jacob.
Darkseid invase Terra-2 con la sua armata e infettò Brainiac. Quest’ultimo tornò alla sua nave e distrusse tutte le città che rubò ma fu interrotto da Cyborg che riuscì ad hackerare Brainiac e liberare gli abitanti della città di Kandor che si unirono alla battaglia contro gli Anti-vivi. Jon si staccò dalla battaglia contro Darkseid e assorbì un raggio lanciato per distruggere Terra-2. Alfred, ora lo Spettro, se ne andò e ritornò con la cura sia per gli eroi che per i cattivi. Mister Miracle e Big Barda si riunirono al proprio figlio mentre Supergirl si riunì ai suoi genitori. Damian incontrò Black Racer da solo, chiedendo la sua opinione a proposito di un piano, e quindi ne discusse con Cyborg. Cyborg informò gli eroi e i criminali presenti che l’entità nota come Erebo era la fonte dell’Equazione Anti-Vita corrotta e che solo i morti potevano raggiungerlo attraverso un boomdotto corrotto, ora noti come “Doomdotti”. Prima di partire per la missione, Jon si presentò a Damian con in regalo una nuova Bat-tuta bianca.
Cyborg creò una macchina che fermò i cuori degli eroi per un minuto esatto, uccidendoli temporaneamente e di conseguenza permettendogli di attraversare i doomdotti. Dall’altra parte, Clark, Jon, Mary, Dinah e Darkseid scatenarono i loro raggi su Erebo, creando una ferita nel suo corpo abbastanza grande da permettere a Lobo di estenderla ulteriormente. Damian e Cyborg entrarono quindi nella breccia con Mondo Guerra. Damian rivelò quindi a Cyborg che Batman aveva hackerato il suo sistema anni prima e che ora lui ne era in controllo: Damian trovò l’Equazione Anti-vita nel corpo di Cyborg e la trasferì dentro di sé, con l’intenzione di farla detonare dentro Erebo. Quindi scacciò Cyborg da Erebo. Sollecitato da Alfred, Jon entrò dentro Erebo per dire addio a Damian e se ne andò nel momento in cui l’Equazione detonò, creando un nuovo universo.

## Raccolte
La prima raccolta di DCeased fu una serie limitata con copertina rigida di 1400 copie pubblicata per il Local Comics Book Day del 2019 che presentò una copertina che presentava l’immagine di un Joker infetto. La collezione con copertina rigida per il mercato di massa fu pubblicata il 26 novembre 2019 con Batman sulla copertina, mentre una versione esclusiva con Superman in copertina e una galleria d’immagini fu pubblicata dalla Barnes & Nobles.
Ogni edizione contenne i sei numeri originali della miniserie DCeased e un numero di DCeased: Un Buon Giorno per Morire.
Una raccolta con copertina rigida di DCeased: Duri a Morire fu pubblicata il 25 agosto 2020.
Una raccolta con copertina rigida di DCeased: Pianeta Morto fu pubblicata il 27 aprile 2021.
Una raccolta con copertina rigida di DCeased: Speranza alla fine del Mondo fu pubblicata il 15 giugno 2021.

## Accoglienza
La serie fu acclamata dalla critica, i critici apprezzarono le illustrazioni, la trama, e il tono del fumetto. Secondo il Comic Book Roundup, la serie ebbe un indice di gradimento di 8.6/10.
Anche i sequel furono ben accolti, tanto che i critici apprezzarono anche qui trama, illustrazioni e il finale ottimistico. Secondo Comic Book Roundup, I sequel ebbero un indice di gradimento di 8.7/10.